# Alain Chabaud

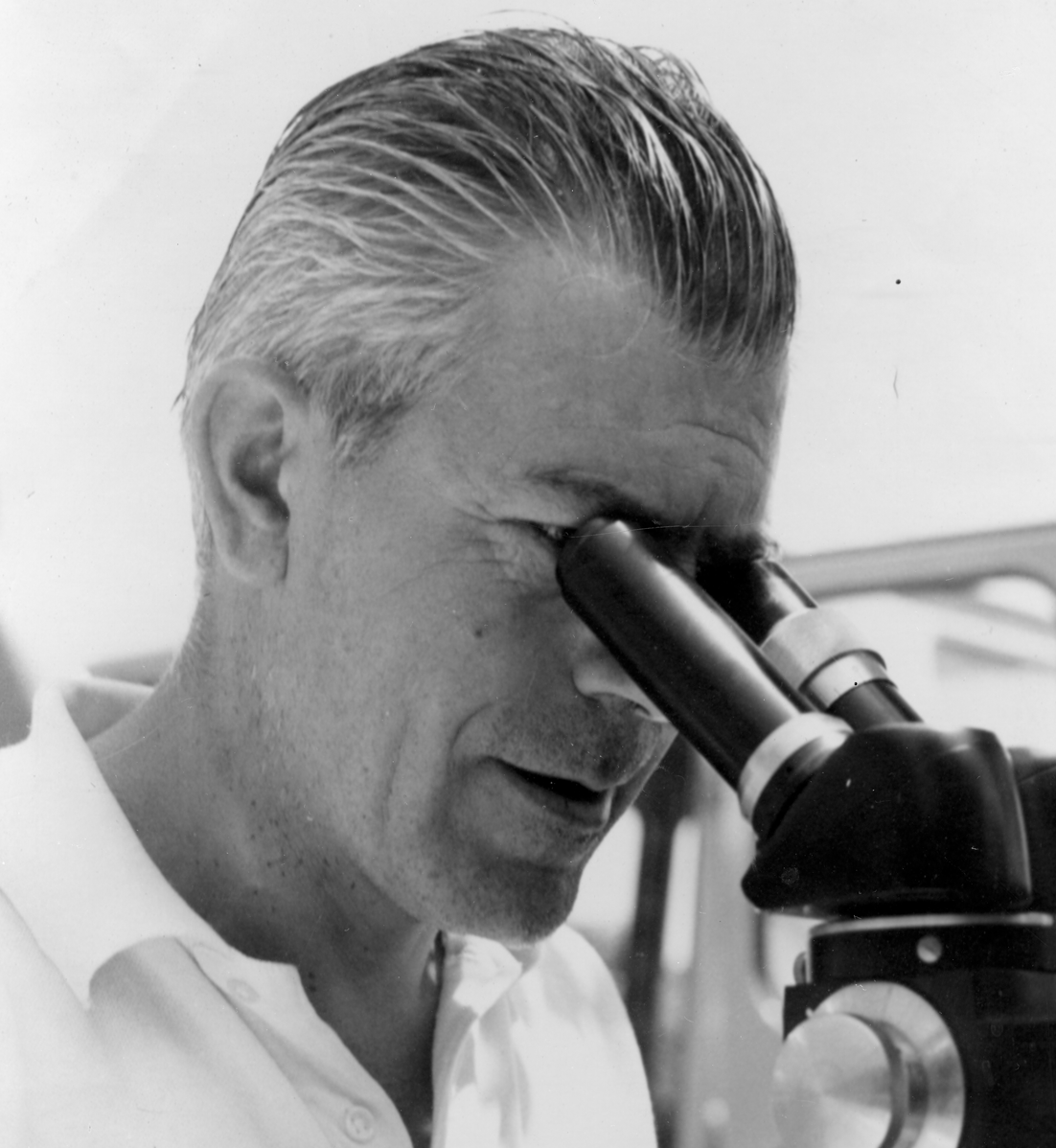
Alain Chabaud (1968)

Alain Gabriel Chabaud (geb. 13. März 1923 in L’Aigle; gest. 11. März 2013 in Chevilly-Larue) war ein französischer Mediziner und Parasitologe. Er hat sich besonders in der Erforschung der Fadenwürmer, Saugwürmer und der Bedeutung der Zecken als Vektoren von Krankheitserregern verdient gemacht. Viele Arten und Gattungen sind nach ihm benannt.

## Leben
Chabauds Vater war Offizier der Handelsmarine. Durch einen Freund seines Vaters wurde das Interesse an Biologie erweckt. Bereits 1946 arbeitete er oft im Labor von Émile Brumpt als Präparator. Im Folgejahr erwarb er seinen Abschluss als Mediziner und Naturwissenschaftler und begann eine Tätigkeit als Assistent an der Universität Paris (Sorbonne). 1949 wurde ihm die Leitung des Parasitologie-Kurses übertragen, 1950 wurde er beigeordneter Direktor des Instituts für Helminthologie und Vergleichende Parasitologie. 1954 erwarb er den Doktortitel. Zwischen 1949 und 1957 unternahm Chabaud einige Forschungsreisen nach Marokko, Iran und Madagaskar. 1958 wurde er Nachfolger von Robert Dollfus als Direktor des Instituts, 1960 wurde er auf den neugeschaffenen Lehrstuhl für Zoologie (Würmer und Krebstiere) am Muséum national d’histoire naturelle berufen, den er bis 1989 innehatte. Bis 1992 war er dort weiterhin als zusätzlicher Professor tätig. Chabaud war einer der Gründer der Société Française de Parasitologie im Jahre 1962 und bis 1975 ihr Präsident. 1967 war er Präsident der Société zoologique de France.
1942 heiratete er Nicole Paroissien, das Paar hatte eine Tochter und zwei Söhne.